# Rebeca Alemán
Rebeca Alemán Pazmiño (Caracas, Venezuela, 30 de mayo de 1970) es una actriz, escritora de teatro, cine y televisión, pianista, directora de cortometrajes, comunicadora social, locutora y ganadora de dos premios y una nominación de la Asociación de Cronistas del Espectáculo de ACE NYC. Considerada por El Universal, reconocido periódico venezolano, como una de las venezolanas más destacadas en el exterior. Voz Oficial campaña JCPenney 2016.

## Biografía
Nace en Caracas, Venezuela el 30 de mayo de 1970. Sus padres Ana Cecilia Pazmiño Farías y Raúl Alemán Mora, sus hermanos Raúl y Ricardo Alemán Pazmiño.  A la edad de 8 años inicia sus estudios de piano y música bajo la tutela de Elizabeth Guerrero y Eulalia Ramos, Violeta Lares y José Peñín, conjuntamente con sus estudios de primer nivel en el Colegio Emil Friedman. A los 15 años comienza a estudiar teatro con Enrique Porte en el Taller del Actor. En 1995 contrae matrimonio con José Alejandro Guevara Patiño MD, PHD, médico investigador, unión de la cual tienen dos hijos Alejandra y Gabriel Guevara Alemán. Ese mismo año se muda a Londres, unos años más tarde a New York y Chicago, ciudades en las cuales continúa su formación teatral.

## Educación
Rebeca es Periodista, Licenciada en Comunicación Social de la Universidad Central de Venezuela, UCV. Pianista egresada de la Escuela Superior de Música José Ángel Lamas. Estudió actuación y dirección en The Lee Strasberg Theater Institute NYC, Actuación en Ecole Philippe Gaulier, UK. Miembro del primer elenco estable del Teatro Nacional Juvenil de Venezuela, TNJV, bajo la tutoría de Carlos Giménez y Cheté Cavagliatto. Guion y dirección de cine con Solveig Hoogesteijn, Luis Armando Roche, Luis Alberto Lamata, Frank Baiz, Laboratorio Cinematográfico, CNAC.

## Carrera
Cree en la fuerza transformadora del Arte y lo pone en práctica al conjugar su acción creativa en teatro, cine y televisión con su preocupación y actividad en defensa de la Libertad, la Paz y la Justicia.

### Teatro
Al llegar al llegar a Nueva York, Repertorio Español la contrata para formar parte del elenco estable. Compañía teatral en la que permanece cinco años, destacándose por sus excelentes actuaciones como Adela en “La Casa de Bernarda Alba” y María en “Yerma” de Federico García Lorca, “Parece Blanca” de Abelardo Estorino dirigida por René Bush, “Crónica de una muerte anunciada” de Gabriel García Márquez bajo la dirección de Jorge Alí Triana.
Funda Water People Theater y le suma a su actividad teatral la de producir y gerenciar. Se estrena en el doble rol de actriz y productora con “Encuentro en parque peligroso” Archivado el 22 de agosto de 2016 en Wayback Machine. de Rodolfo Santana.
En el 2002 gana el Premio ACE NYC como Actriz Revelación del año. Al año siguiente vuelve a ganar el Premio ACE NYC como productora y es nominada como mejor actriz.
La prensa especializada la cataloga como una actriz de amplísimo espectro, por su impresionante capacidad de asumir diferentes roles con gran verosimilitud escénica en el más complejo drama o la comedia más extrema. Su Frida Kahlo en “MUSAS” de Néstor Caballero es reconocida por la crítica y el público, Festival Internacional de Teatro en Nueva York, FRINGE NYC 2015. También la Sor Juana Inés de la Cruz en “La Peor de Todas” de Iraida Tapias, dirigida por Juan José Martín, FIT CARACAS 2010. Ana en “Encuentro en Parque Peligroso” de Rodolfo Santana, actuación por la cual también fue nominada a varios  premios nacionales de teatro.
Con Water People Theater actúa y produce tanto en USA como en Venezuela más de 17 títulos teatrales en todos los géneros y de temática universal.
Inicia su actividad como dramaturgo, tratando temas densos en clave de comedia como la muerte en “Matarile” si la muerte pregunta por mí, díganle que regrese mañana; la eutanasia en “Transmutación”; la felicidad en “Uno más y la cuenta”.

### Cine y TV
Protagonizó “SOLO”  largometraje dirigido por José Ramón Novoa y producido por Elia Schneider, “SUCRE” largometraje dirigido por Alidha Ávila, “Subhysteria” de Leonard Zelig. “Todo lo que sube, baja” cortometraje dirigido por Miguel Ferrari.
Su labor en el cine no se limita a la actuación. Como productora se inicia con “Blind Date” dirigida por Leonard Zelig. Escribe, dirige y produce “Cómo se mata uno” en codirección con Marcel Rasquin.
Crea la serie “Gritos de Violencia” cortometrajes que denuncian la violencia contra la mujer y convoca a la defensa de los derechos de mujeres y niños. Escribe y dirige  “Cállense, Cállense”, “Enough” ambos seleccionados para  Chicago International Latino Film Festival y San Diego International Latino Film Festival.
Escribe y dirige “Lo que el Mar se llevó” cortometraje in memoriam Mónica Spear y las víctimas de la violencia en el mundo. Estreno  en octubre en la ciudad de Nueva York.
Con apenas 17 años inicia su carrera en TV con la telenovela “Por estas calles” de Ibsen Martínez, producida por RCTV. Actuación por la que es reconocida con el Premio Nacional al Artista como Actriz TV Revelación del año. Trabajó en más nueve producciones dramáticas de RCTV, MARTE TV y Venevisión. Varias veces nominadas a premios por trabajos en televisión. Con Berenice Santamaría, su más reciente personaje, en la telenovela El desprecio, recibe la nominación como mejor actriz de reparto al 2 de Oro.
Actualmente vive en Chicago, desarrolla nuevos proyectos artísticos para Teatro y Cine. Director Ejecutivo de Water People Theater. Voz Oficial de campañas de JC Penney.

## Experiencia

### Teatro
- Musas de Néstor Caballero (Frida Kahlo) Chicago 2014. NY 2015
- Matarile, si la muerte pregunta por mí, díganle que venga mañana escritora,  productora y actriz. Chicago 2015[8]
- Orinoco de Emilio Carballido. Caracas 2013
- Uno más y la Cuenta de Iraida Tapias, Oscar Perdomo Marín y Rebeca Alemán. Venezuela 2010-2014. Chicago 2015. Miami 2016
- Lorca Alma Presente de Iraida Tapias. Chicago–NYC-Miami (2010-2013)[9]
- La  Casa de Bernarda Alba[10] F.G. Lorca (Martirio) Caracas 2010
- La Peor de Todas de Iraida Tapias. (Sor Juana Inés de la Cruz) 2009
- Algunos lo piensan, nosotros lo decimos de Oscar Perdomo Marín y Rebeca Alemán. Caracas 2008-2010
- Los Elegidos de Iraida Tapias (Camila O’Gorman) 2007
- Deranged Chronicles de Indira Páez. NYC-Chicago-Caracas 2003
- Encuentro en el Parque Peligroso de Rodolfo Santana. Caracas 2001
- Parece Blanca - She looks white de Abelardo Estorino, dirección René Bush. Teatro Repertorio Español. NYC 2000 - 2002
- Crónica de una muerte anunciada de Gabriel García Márquez, dirección Jorge Alí Triana. NYC 2000
- Antígona Teatro de Repertorio Español. NYC 2000-01
- Overruled de Bernard Shaw 2000
- Yerma de F.G. Lorca (María) NYC 1999-2002  NYC
- The house of Bernarda Alba de F.G. Lorca (Adela) Spanish Repertory Theater. NYC 1999-2002
- La Hora Menguada	. Caracas 1.994
- Comedia sin Título de F.G. Lorca. TNJV. Caracas 1993

### Obras escritas
- “Transmutación” Rebeca Alemán 2015
- “Lo que el Mar se Llevó”[11] Rebeca Alemán. 2014
- “Matarile” si la muerte pregunta por mí, díganle que regrese mañana, Rebeca Alemán. 2013
- “A cuenta de qué” Iraida Tapias, Rebeca Alemán. 2012
- “Uno más y la Cuenta” Iraida Tapias, Oscar Perdomo Marín, Rebeca Alemán. 2011
- “Algunos lo piensan, nosotros lo decimos”[12]  Oscar Perdomo Marín, Rebeca Alemán. 2008

### Televisión
- El desprecio de Julio César Mármol. RCTV 2007 / Nominación Mejor Actriz  Premio ”2 de Oro”
- Cosita Rica. Leonardo Padrón. Venevisión 2003
- Hay Amores que matan. Carlos Pérez. RCTV 2001
- La hija del Presidente. Manuel Muñoz Rico. RCTV 1994
- Pedacito de Cielo. Johnny Gavlovsky. RCTV 1993
- Por estas calles. Ibsen Martínez. RCTV 1993-94 / Premio Artista Nacional, Actriz Revelación del año.
- La pasión de Teresa. RCTV  1990

### Cine
- Lo que el Mar se llevó / Gone with the Sea - Guionista y Dirección Rebeca Alemán / Water People Theater . Chicago 2016[13]
- Solo dirección José Ramón Novoa  / Unity Film 2014
- Enough guion y dirección Rebeca Alemán / Water People Theater 2013[14]
- Subhysteria (NYC) Dirección Leonard Zelig / Egg7Films 2011[15]
- Todo lo que sube baja dirección Miguel Ferrari
- Cómo se mata uno guion Rebeca Alemán, dirección Rebeca Alemán y Marcel Rasquin.[16]
- Blind date[17] (NYC) Dirección Leonard Zelig
- Sara dirección Carlos Monagas
- Sucre (Olaya Soublette) Dirección  Alidha Ávila / Ávila Films
- Hidden confession
- Luna de miel en tinieblas

## Premios y reconocimientos
- ACE NYC Actriz Revelación del año[2]
- ACE NYC Mejor Producción Teatral
- ACE NYC  Nominación Mejor Actriz
- PREMIO NACIONAL DEL ARTISTA Actriz Revelación del año, TV
- DE ORO Nominación Mejor Actriz